# 高蔵寺町 (春日井市)
高蔵寺町（こうぞうじちょう）は、愛知県春日井市の町名。現行行政地名は高蔵寺町1丁目から8丁目および高蔵寺町北1丁目から5丁目。

## 地理
春日井市南東端に位置し、西は気噴町、南は瀬戸市鹿乗町・名古屋市守山区大字上志段味、北は白山町・高座台・高座町に接する。

### 河川
- 庄内川（東谷橋・新東谷橋）

## 世帯数と人口
2024年（令和6年）4月1日現在の世帯数と人口は以下の通りである。
| 丁目            | 世帯数    | 人口    |
| --------------- | --------- | ------- |
| 高蔵寺町1丁目   | 115世帯   | 271人   |
| 高蔵寺町2丁目   | 462世帯   | 1,019人 |
| 高蔵寺町3丁目   | 349世帯   | 713人   |
| 高蔵寺町4丁目   | 355世帯   | 681人   |
| 高蔵寺町5丁目   | 295世帯   | 741人   |
| 高蔵寺町6丁目   | 277世帯   | 574人   |
| 高蔵寺町7丁目   | 273世帯   | 601人   |
| 高蔵寺町8丁目   | 44世帯    | 79人    |
| 高蔵寺町北1丁目 | 437世帯   | 954人   |
| 高蔵寺町北2丁目 | 328世帯   | 673人   |
| 高蔵寺町北3丁目 | 189世帯   | 390人   |
| 高蔵寺町北4丁目 | 229世帯   | 501人   |
| 高蔵寺町北5丁目 | 6世帯     | 10人    |
| 計              | 3,359世帯 | 7,207人 |

## 学区
市立小・中学校に通う場合、学区は以下の通りとなる。また、公立高等学校に通う場合の学区は以下の通りとなる。
| 丁目            | 小学校                                    | 中学校                 | 高等学校普通科 |
| --------------- | ----------------------------------------- | ---------------------- | -------------- |
| 高蔵寺町1丁目   | 春日井市立高座小学校 春日井市立不二小学校 | 春日井市立高蔵寺中学校 | 尾張学区       |
| 高蔵寺町2丁目   | 春日井市立高座小学校 春日井市立不二小学校 | 春日井市立高蔵寺中学校 | 尾張学区       |
| 高蔵寺町3丁目   | 春日井市立高座小学校                      | 春日井市立高蔵寺中学校 | 尾張学区       |
| 高蔵寺町4丁目   | 春日井市立高座小学校                      | 春日井市立高蔵寺中学校 | 尾張学区       |
| 高蔵寺町5丁目   | 春日井市立高座小学校                      | 春日井市立高蔵寺中学校 | 尾張学区       |
| 高蔵寺町6丁目   | 春日井市立高座小学校                      | 春日井市立高蔵寺中学校 | 尾張学区       |
| 高蔵寺町7丁目   | 春日井市立高座小学校                      | 春日井市立高蔵寺中学校 | 尾張学区       |
| 高蔵寺町8丁目   | 春日井市立高座小学校                      | 春日井市立高蔵寺中学校 | 尾張学区       |
| 高蔵寺町北1丁目 | 春日井市立高座小学校                      | 春日井市立高蔵寺中学校 | 尾張学区       |
| 高蔵寺町北2丁目 | 春日井市立高座小学校                      | 春日井市立高蔵寺中学校 | 尾張学区       |
| 高蔵寺町北3丁目 | 春日井市立高座小学校                      | 春日井市立高蔵寺中学校 | 尾張学区       |
| 高蔵寺町北4丁目 | 春日井市立高座小学校                      | 春日井市立高蔵寺中学校 | 尾張学区       |
| 高蔵寺町北5丁目 | 春日井市立高座小学校                      | 春日井市立高蔵寺中学校 | 尾張学区       |

## 歴史
春日井郡（東春日井郡）高蔵寺村を前身とする。

### 町名の由来
高座山のふもと付近にある高蔵寺による。

### 沿革
- 1889年（明治22年）10月1日 - 町村制施行・合併に伴い、東春日井郡玉川村大字高蔵寺となる[7]。
- 1906年（明治39年）7月16日 - 合併に伴い、高蔵寺村大字高蔵寺となる[7]。
- 1930年（昭和5年）1月11日 - 町制施行に伴い、高蔵寺町大字高蔵寺となる[7]。
- 1958年（昭和33年）1月1日 - 春日井市へ編入し、同市大字高蔵寺となる[7]。
- 1959年（昭和34年）1月1日 - 高蔵寺町に改称。一部が高座町となる[7]。
- 1973年（昭和48年）・1980年（昭和55年）・1981年（昭和56年） - 気噴町・高座町・白山町との間で境界を変更[7]。

## 施設
- 高蔵寺
- 春日井市立高座小学校
- 春日井市立高蔵寺中学校
- 春日井市立高座保育園
- 高蔵寺幼稚園

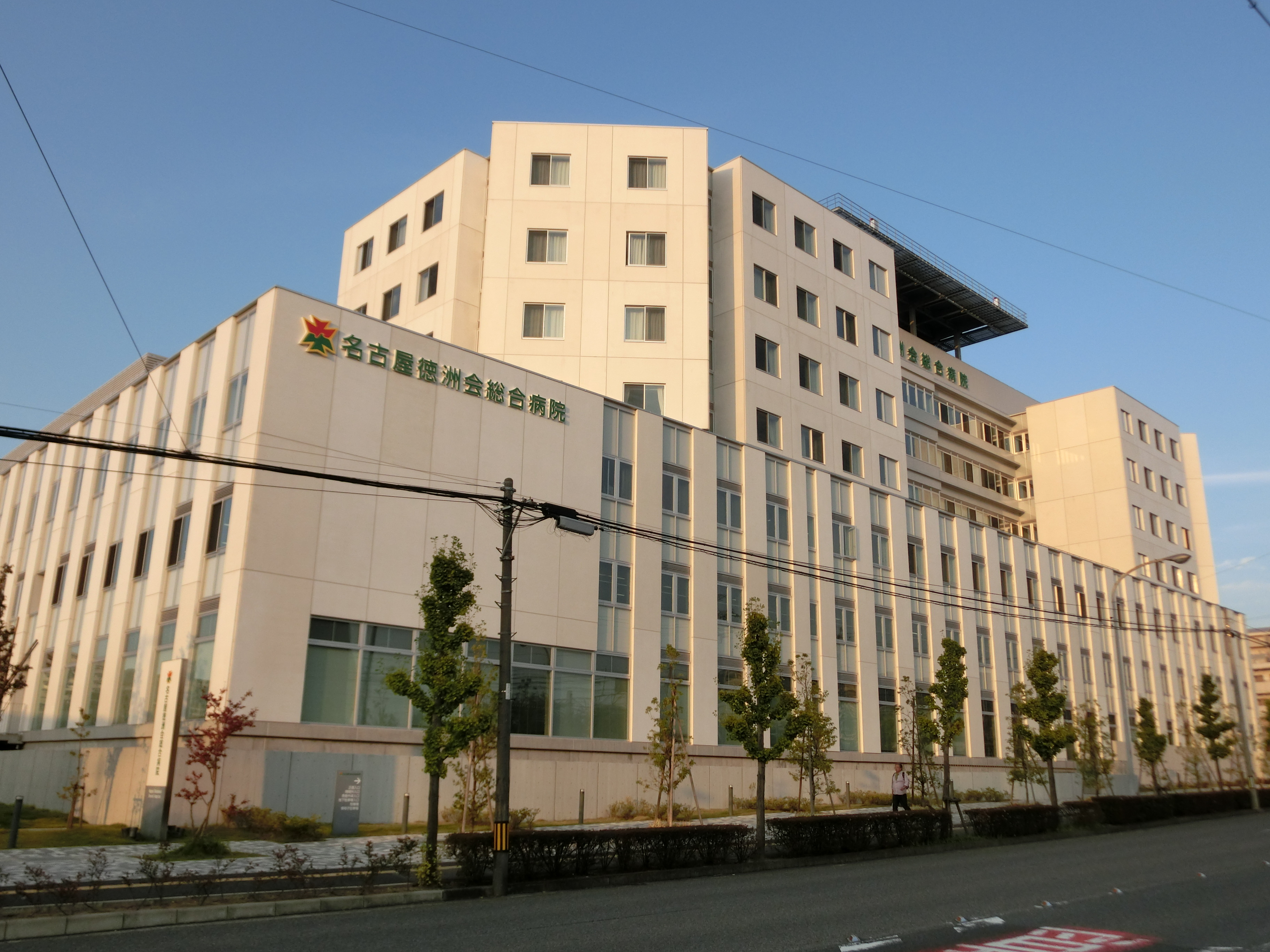
名古屋徳洲会総合病院
- 東春信用金庫高蔵寺支店
- 東濃信用金庫高蔵寺支店
- 瀬戸信用金庫高蔵寺支店
- JA尾張中央高蔵寺支店
- 高蔵寺駅前郵便局
- 春日井市消防署高蔵寺出張所
- 春日井警察署高蔵寺駅前交番
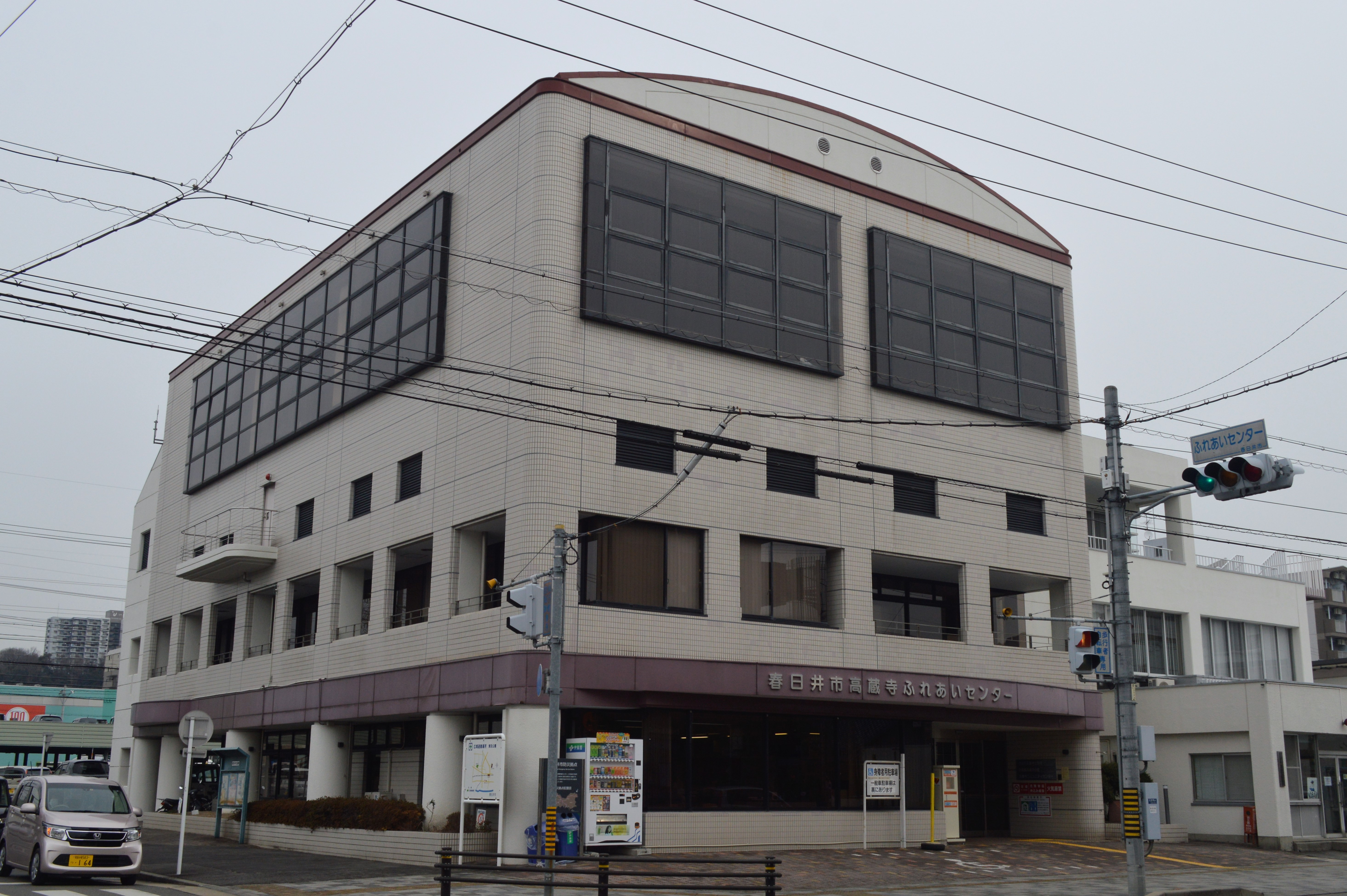
高蔵寺ふれあいセンター
- 高蔵寺公民館
- Aコープ高蔵寺店
- ヤマダデンキテックランド高蔵寺店
- 昭和精機高蔵寺工場
- 中央窯業
- 中部電気保安協会春日井営業所
- 霜畑公園
- 前浪公園

- 名古屋徳洲会総合病院
- 高蔵寺ふれあいセンター

## 交通

### 鉄道
- JR中央本線・愛知環状鉄道線 高蔵寺駅

### 道路
- 国道155号
- 愛知県道199号高蔵寺小牧線
- 愛知県道205号下半田川春日井線
- 愛知県道452号高蔵寺停車場線
- 高座線
- 駅広線

## その他

### 日本郵便
集配担当する郵便局は以下の通りである。
| 町丁・字   | 郵便番号 | 郵便局       |
| ---------- | -------- | ------------ |
| 高蔵寺町   | 487-0013 | 高蔵寺郵便局 |
| 高蔵寺町北 | 487-0016 | 高蔵寺郵便局 |